# 四鬚盤鮈
四须盤鮈（学名：Discogobio tetrabarbatus）为輻鰭魚綱鯉形目鲤科盤鮈屬的鱼类，俗名风鱼、坑鱼、油鱼，是中国的特有物种。分布于西洋江、珠江水系的西江和北江上游等。该物种的模式产地在广西瑶山。體長可達10公分。